# NGC 2770A
NGC 2770A је спирална галаксија у сазвежђу Рис која се налази на NGC листи објеката дубоког неба.
Деклинација објекта је + 33° 7' 20" а ректасцензија 9h 9m 19,5s. Привидна величина (магнитуда) објекта NGC 2770 износи 15,2 а фотографска магнитуда 16,0. NGC 2770A је још познат и под ознакама MCG 6-20-36, KUG 0906+333A, PGC 82318.